# Claustro (universidad)

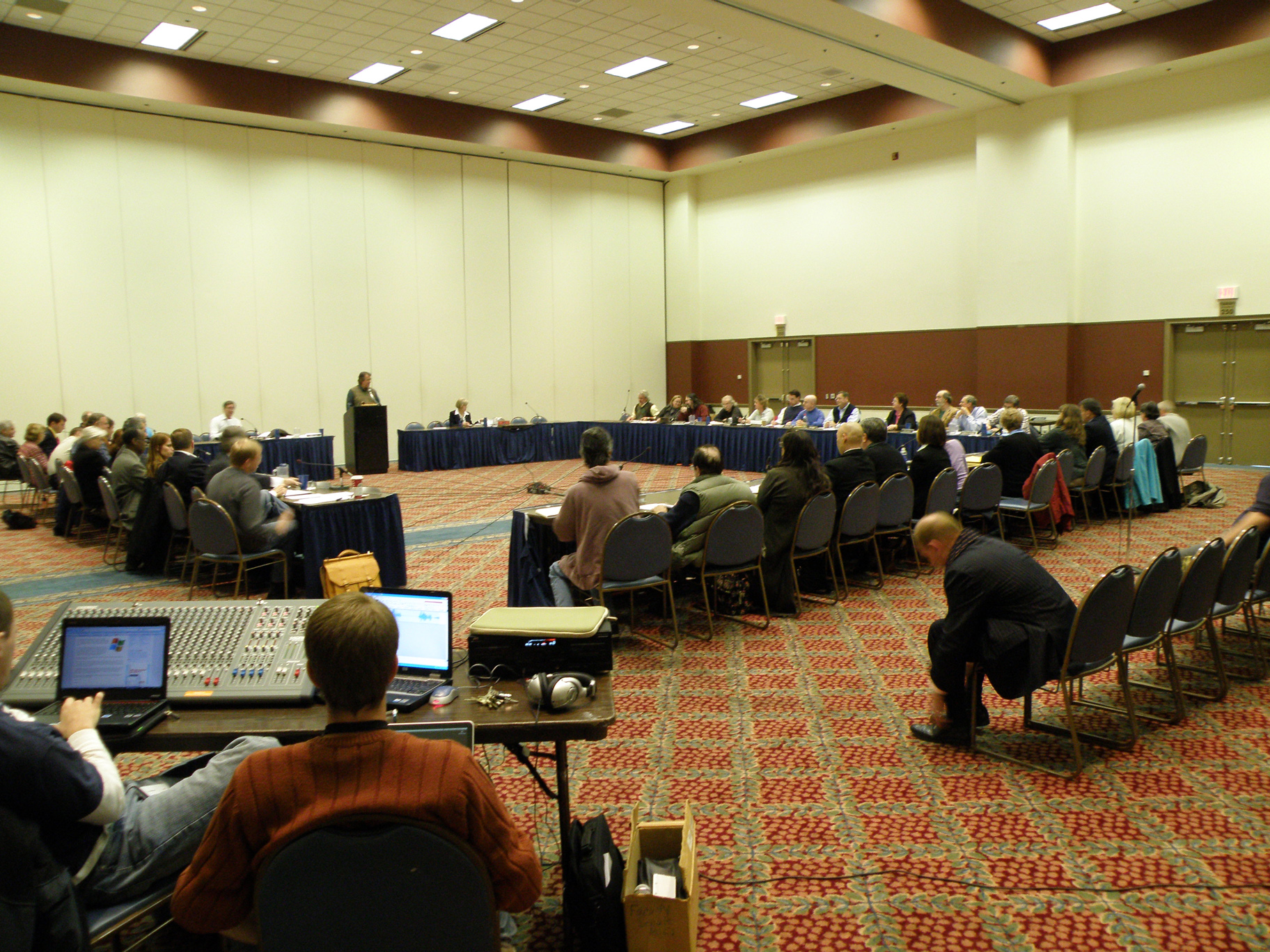
Reunión del claustro en la Universidad de Georgia del Sur

Tradicionalmente, el Claustro es el máximo órgano de representación en una Universidad, formado por los catedráticos de la misma.

## En España
En la actualidad, con la democratización de la Universidad en los años 1980, el Claustro pasa a ser un órgano donde todos los colectivos implicados (Funcionarios Docentes, Contratados Docentes, Estudiantes y Personal de Administración y Servicios) obtienen representación, por lo que el debate de las cuestiones internas de la Universidad pasa a ser materia pública. Asimismo, la elección al Rector también será materia de Claustro, por lo que el Rector pasa a ser controlado por toda la comunidad Universitaria.
Con la aprobación de la Ley Orgánica de Universidades (LOU), el Claustro pierde parte de sus competencias en favor del Consejo Social y de la Junta de Gobierno, por lo que pierde importancia, tendencia que parece consolidarse con el anteproyecto de reforma de la LOU.

## Historia
Se pueden distinguir los siguientes claustros: 

### Claustro general
Podría llamarse también claustro de doctores pues solo de doctores se compone, como veremos; aunque en realidad hay que distinguir, por diversidad de funciones y otros pormenores que mencionaremos entre claustro de doctores y claustro general. Para formar una idea exacta del claustro general y aun de los demás, es indispensable formarla de la organización de las universidades. 
Fundadas con autoridad real y pontificia, estaban éstas radicalmente ejercidas, la primera por el rector y la segunda por el canciller. Radicalmente hemos dicho, porque subsidiariamente y por delegación tácita o expresa, ambas se ejercían a la vez por los decanos respectivos en la colación de grados de donde resultara que en las diversas especies de claustros siempre se contaba con un jefe o cabeza por lo menos, si no eran dos, según expresaremos y que no siempre eran de la facultad en los claustros de esta denominación.
Debe tenerse también presente que todo el personal de graduados y profesores, catedráticos o maestros de una universidad, se dividía y eran del gremio los doctores de medicina, farmacia y filosofía y cualesquier otros que no correspondiesen a las tres facultades mayores antes mencionadas, los meros licenciados en cualquier facultad y los maestros y profesores, aunque solo fuesen bachilleres.
Esto supuesto, claustro general, en lo gubernativo y jurisdiccional, era el compuesto de los doctores de teología, leyes y cánones con el rector y canciller a la cabeza. Decimos en lo gubernativo, porque solo en él residía la autoridad y á él incumbía el régimen y gobierno de la Universidad salvo en los casos en que expresamente se previniese otra cosa en favor del rector, por ejemplo del decano, de los claustros particulares, etc.
En lo solemne corporativo el claustro general absorbía o reincorporaba al gremio: era la Universidad en su mayor complemento autoritativo y pericial. Tal sucedía, por ejemplo, en los actos de apertura anual solemne en la que claustro y el gremio formaban un cuerpo único, si bien solo para solemnidad; pues nunca el gremio, colectivamente tomado, votaba en el claustro. Y decimos colectivamente tomado porque sus individuos eran a veces parte con voto de los claustros particulares.
El claustro general tenía fiscal, maestro de ceremonias y secretario general que lo era a la vez de todos los claustros particulares. Solo él representaba en pleno y corporativamente por derecho propio a la Universidad con maccros y bedeles.
Más tarde se declaró a la medicina facultad mayor y sus doctores por tanto pertenecían al claustro general aunque los de filosofía, farmacia, y cualquier otro continuarían perteneciendo únicamente al gremio pero no al gremio y claustro, como los doctores en las cuatro facultades mayores.
En consecuencia de ello, el claustro general se componía, según el plan general de estudios español de 14 de noviembre de 1824 de todos los doctores en facultad mayor. Para deliberar se necesitaba la presencia de once individuos por lo menos, con inclusión del rector que lo presidíao o del vicerrector si hacía veces de rector. Sus atribuciones principales, eran:
- nombrar sustitutos para las cátedras vacantes
- hacer por medio de compromisarios, sacados a la suerte, la propuesta de rector
- elegir los jueces que debían entender en las alzadas de los pleitos y causas del fuero académico
- nombrar los vocales de la junta de hacienda y al síndico fiscal de la Universidad
- aprobar o reprobar las cuentas de la junta de hacienda
- elegir los vocales del tribunal de censura y los oficiales, ministros y dependientes necesarios para la administración y buen gobierno de los establecimientos
- asistir a la solemnidad de los grados de doctor

### Claustro de doctores
Hemos visto que el claustro general se componía de doctores únicamente y sin embargo, no era lo que se llamaba claustro de doctores. A este eran citados todos los que lo eran y tenían domicilio; al general, solo los de las tres facultades mayores y luego de las cuatro, como hemos visto. El primero trataba o era para tratar de cosas concernientes al régimen y enseñanza en general y de los intereses y administración universitaria; el de doctores, para asuntos concernientes especialmente a la clase, bajo la presidencia del rector.

### Claustro de facultad
El que se componía de solos los doctores de cada una, bien para la colación de grados de ella bien para asuntos peculiares de la misma o relativos a ella y se llamaba por tanto claustro de leyes, claustro de cánones, claustro de teología, de medicina, de filosofía, etc. Eran estos claustros más o menos generales según el acto o negocio de que se trataba pero en cualquier manera que se reuniesen o fuesen llamados los doctores de la facultad, además de las prescripciones de las leyes, constituciones o reglamentos que, según el caso, solían limitar o prefijar el número de los que debían concurrir, siempre el conjunto o reunión se llamaba claustro. Así, en los grados de bachiller a claustro ordinario y a la tentativa para el de licenciado entraba un número limitado por la ley mientras al grado de bachiller a claustro pleno, al de doctor, tenían llamamiento y derecho de asistencia todos los doctores de la facultad, domiciliados; bien presididos por el rector, como en el segundo caso, bien meramente por el decano, como en el primero.
Según el principio y regla general de derecho de que para constituir comunidad se necesitan por lo menos dos individuos, nunca el claustro de facultad se diría tal, no reuniéndose este número y aun cuando la ley no exigiese otro mayor para el caso; pero aun sin exigirlo, en asuntos graves a lo menos, no se celebraría válidamente el acto con número tan exiguo que hasta indicase informalidad o ludibrio, al menos sin reiterar la convocatoria, ora con calidad de precisa asistencia, ora con apercibimiento de multa y de parar perjuicio, etc.
Para en el caso de faltar doctores domiciliados de la facultad y para los actos en que la ley requería número fijo de doctores o la ley misma había prevenido la suplencia por doctores, licenciados y aun meros catedráticos de dicha facultad o el rector proveía según la necesidad. En algunas universidades y según las constituciones de las mismas, eran auxiliares entre sí para estos casos y para los grados señaladamente, las facultades de leyes y cánones: la de teología lo era de la de filosofía, y esta de la de medicina; prefiriendo siempre los doctores catedráticos y auxiliando a veces los meros catedráticos de la facultad aunque no fuesen doctores en ella, como sucedía con frecuencia en filosofía.

### Claustro de catedráticos
El que solo se componía de esta clase y por supuesto para asuntos relativos a la misma y por dicha cualidad de catedráticos y profesores. Podía el asunto interesar a todas las clases de catedráticos o solo a algunas y así estos claustros eran generales de catedráticos o particulares siendo citados en el primer caso los de todas las enseñanzas y los de alguna o algunas en el segundo. Según el caso también, eran citados alguna vez los meros sustitutos pero sustitutos primeros o nombrados por el claustro general; y no los segundos o nombrados por cada catedrático; siendo la razón el que aquellos, aunque interinos y solo anuales cuando más, eran realmente catedráticos.

### Claustro pleno
Era el de facultad con relación al grado de bachiller en la misma, en los casos en que los reglamentos autorizaban este grado. El bachiller era admitido á el con un curso menos que para el ordinario; y la falta de este cursóse suponía suplida por mayor aplicación, y está probada por más ámplío examen. Se decía el grado á claustro pleno, porque eran citados para él lodos los doctores domiciliados de la facultad.

### Claustro ordinario
Como el anterior, era también claustro de facultad, asistiendo solo tres doctores de ella al examen. Los grados en este caso se denominaban como el claustro y el claustro a su vez como los grados, esto es, grado a claustro pleno y grado a claustro ordinario.
Finalmente la enunciativa claustro arguye de suyo honor y autoridad corporativa y de ahí sin duda el no denominarse claustro las reuniones de sustitutos segundos ni de otras clases universitarias y aun cuando por conveniencia peculiar o general los reuniese el rector.